# Райс, Тим
Сэр Ти́моти (Тим) Майлз Би́ндон Райс (англ. Timothy Miles Bindon Rice; род. 10 ноября 1944, Амершем, Бакингемшир, Великобритания) — британский писатель и драматург. Автор либретто рок-оперы «Иисус Христос — суперзвезда», мюзикла «Шахматы» и многих других. В дополнение к его наградам в Великобритании, он является одним из шестнадцати деятелей искусства, которые получили премии «Эмми», «Оскар», «Грэмми» и «Тони» в США.

## Биография
Окончил школу Сент-Олбанс в Хертфордшире и колледж Лэнсинг. После года обучения в Сорбонне работал в юридической конторе. В то же время писал песни и мечтал о карьере исполнителя.
Мать Тима была знакома с Дезмондом Элиотом, представлявшим интересы молодого композитора Эндрю Ллойда Уэббера, который узнав, что Тим пишет песни, посоветовал связаться с композитором.
21 апреля 1965 он написал письмо Ллойду Уэбберу, в котором предлагал поработать вместе. Эндрю заинтересовало предложение Тима и после встречи они взялись за написание мюзикла, под названием «Такие, как мы» по сюжету Эндрю. Мюзикл оказался неудачным. В 1968 году был написан ещё один мюзикл «Иосиф и его удивительный разноцветный плащ снов» (Joseph And His Amazing Technicolor Dreamcoat), который получил достаточно широкую известность.
Следующей совместной работой стал снова неудачный мюзикл «Вернись Ричард, ты нужен своей стране», а затем «Иисус Христос — суперзвезда».
В это время Тим уже бросил работу в юридической конторе, а также свою следующую работу ассистентом на студии звукозаписи EMI и полностью сосредоточился на сочинительстве.
В 1971 году состоялась мировая премьера мюзикла, в 1973 Норманом Джуисоном был снят одноимённый фильм.
После успеха «Иисуса» пути соавторов разошлись. Тим начал работу над либретто мюзикла об Эве Перон, а Эндрю работал с другим автором, Аланом Эйкбурном, над мюзиклом по мотивам рассказов П. Г. Вудхауза о Берти Вустере и его дворецком Дживсе, который снова оказался неудачным. Тогда композитор вернулся к Райсу.
Альбом «Эвита», записанный в 1976 году, сразу же получил высокую популярность в Великобритании.
Параллельно с работой над мюзиклом в 1974 году Тим женился на Джейн Макинтош, и в том же году у них родилась дочь, Эва Джейн Флоренс, а в 1977 году родился сын Дональд.
В 1978 году «Эвита» была поставлена на сцене. Вскоре стало известно, что исполнительницу главной роли Элейн Пейдж и Тима связывают не просто дружеские отношения, но до развода с Джейн Макинтош дело не дошло, хотя история об этом романе попала в прессу.
В этом же году между Тимом и Эндрю возникли серьёзные разногласия. Эндрю увлёкся идеей мюзикла «Кошки» (англ. Cats), в основе которого лежал бы цикл стихотворений Т. С. Элиота Old Possum’s Book of Practical Cats. Необходимо было написать одну балладу Memory, но Тим отказался, так как Элейн не было в составе участников. Но предполагаемая исполнительница главной роли Джуди Денч повредила ногу, на главную роль пригласили Элейн и Тим все-таки написал текст баллады. Однако в мюзикл попал другой текст, который написал режиссёр спектакля Тревор Нанн.
В результате этого между соавторами произошла серьёзная размолвка и их пути окончательно разошлись.
После этой истории Тим начал работу вместе с Бенни Андерссоном и Бьорном Ульвеусом — членами квартета АББА над мюзиклом, действие которого происходило во время холодной войны. Мюзикл получил название «Шахматы». Альбом был записан в 1983 году и получил известность в Европе, а песня I Know Him So Well попала на первое место в чартах.
В 1984 году спектакль был поставлен в Лондоне, и хорошо принят публикой, но бродвейская версия спектакля провалилась, не в последнюю очередь из-за неудачной постановки и изменениях в либретто, сделанных без ведома Райса и отрицательно повлиявших на сюжет.
Следующими работами стал «Хитклифф», созданный в соавторстве с Джоном Фарраром и посвященный Клиффу Ричарду, и «Блондель» о менестреле короля Ричарда Львиное Сердце написанный вместе с композитором Стивеном Оливером. Также он сотрудничал с Фредди Меркьюри, для которого написал две песни Fallen Priest и Golden Boy (альбом «Барселона»), и композиторами Вангелисом, Франсисом Леем, Полом Маккартни.
После этого была долгая совместная работа со студией The Walt Disney Company. Тим написал несколько песен для мультфильма «Аладдин», и за одну из них A Whole New World он получил свой первый «Оскар». Следующей работой для Диснея стали песни для мультфильма «Король Лев», написанные вместе с Элтоном Джоном. Фильм стал самым коммерчески успешным рисованным мультфильмом всех времён, и песни, записанные для него, сыграли в этом не последнюю роль. Из пяти песен, номинированных на премию Оскар в номинации «Лучшая песня к фильму» в 1995 году, три были написаны Тимом Райсом и Элтоном Джоном для «Короля Льва». Песня Can You Feel the Love Tonight получила премию «Оскар».
В 1996 году была экранизирована «Эвита». Ради этого проекта Тим и Эндрю снова объединились, и песня You Must Love Me завоевала «Оскар».
После этого Тим снова работал с Элтоном Джоном над мюзиклом «Аида», который получил пять премий «Тони» и «Грэмми». Затем последовала работа над песнями к мультфильму («Дорога на Эльдорадо»), но уже для студии Dreamworks.
На данный момент[когда?] это его последняя крупная работа. В начале девяностых их роман с Элейн закончился и Тим снова вернулся к Джейн Макинтош. Также у него появился третий ребёнок.
В 1999 году рыцарь Британской Империи, сэр Тим Райс был возведён в Songwriters' Hall of Fame.